# Здание Совета труда и обороны
Здание Совета труда и обороны (здание Госплана, здание Госдумы) — здание в Москве по адресу: улица Охотный Ряд, дом 1. В настоящее время в нём располагается Государственная Дума Российской Федерации. Выявленный объект культурного наследия.

## История
Идея возведения на месте мелкомасштабной исторической застройки по красной линии Дома Союзов крупного представительного здания возникла в середине 1920-х годов. В 1926 году провели конкурс на проект здания Госбанка СССР, однако от строительства на этом месте отказались и по проекту участвовавшего в конкурсе И. В. Жолтовского реконструировали банковское здание на Неглинной улице. В начале 1930-х годов одновременно с конкурсом на гостиницу Моссовета объявили конкурс на проект гостиницы Интурист напротив, однако вскоре отказались и от этой идеи и решили строить на участке здание Совета Труда и Обороны.
Чтобы расчистить место для постройки, несмотря на возражения искусствоведов, были снесены отреставрированные церковь Параскевы Пятницы и палаты Голицына XVII века, при этом находящиеся рядом палаты Троекуровых уцелели, они находятся во дворе дома. Без объявления конкурса проектирование здания СТО поручили архитектору Аркадию Яковлевичу Лангману, который выполнил его при участии архитекторов С. В. Сергиевского и Н. В. Мезьера. Лангман к тому времени уже имел опыт строительства в Москве крупных сооружений — стадиона «Динамо» (совместно с Л. З. Чериковером) и дома общества «Динамо» (совместно с И. А. Фоминым). Высотные параметры здания СТО Лангман согласовывал с сооружаемой гостиницей Моссовета — примерно одинаковая высота прямоугольных объёмов обоих зданий должна была скрадывать большой перепад рельефа от Лубянской площади к вновь образованной Манежной и создавать иллюзию прямизны парадной улицы, идущей по дуге к новой архитектурной доминанте Москвы — Дворцу Советов. Н. С. Хрущёв вспоминал, что в его присутствии проект здания обсуждался будущим «хозяином здания» В. М. Молотовым, архитектором И. В. Жолтовским и автором проекта. Жолтовский сказал, что проект приемлем, но невыразителен, и в доказательство своих слов перевернул раму с проектом вверх ногами: «Можно это здание построить вот так? Можно, оно ничего не утратит, и даже никто ничего не заметит».
В существующем виде здание построено в 1932—1935 годах, однако полностью замысел Лангмана не был осуществлён. Согласно первоначальному проекту, единообразно оформленные корпуса дома СТО должны были встать замкнутым квадратом до Георгиевского переулка и включить в себя Дом Союзов. Критика со стороны главного архитектора Москвы С. Е. Чернышёва, считавшего, что такое решение создаст эффект узкого ущелья, заставила отказаться от реализации проекта в полном объёме.
Уже через два года после завершения строительства здания Совет Труда и Обороны был упразднён. В путеводителе по Москве этого года здание значится как Дом Совнаркома СССР. Позднее здание принадлежало Совету министров СССР, затем — Госплану СССР. С 1992 года здание занимало Министерство экономики Российской Федерации. C 1994 года и по настоящее время в здании работает Государственная дума Российской Федерации.
Планировалось, что после постройки нового парламентского центра в Мневниках здание будет снесено с целью постройки на его месте гостиницы или торгового центра. Такие планы были озвучены бизнесменом Михаилом Гуцериевым, которому должно было перейти право собственности на него.

## Архитектура
План здания симметричен. Протяжённый главный и узкие боковые фасады оформлены высокими, от цоколя до аттика, каннелированными по краям пилястрами. Главный фасад расчленён двумя боковыми и центральным ризалитами. В центральном ризалите устроен плоский входной портик, близкий по пропорциям колонному портику стоящего поблизости Дома Союзов. Аттик здания завершён над центральным ризалитом кубическим объёмом, на фасадной плоскости которого — лепной герб Советского Союза, а на венчающей части — флагшток с флагом России. Стилистически оформление здания сочетает как элементы конструктивизма (логичность и выявленная на фасадах конструкция), так и монументальность и представительность — черты, свойственные переходившей к классическим тенденциям советской архитектуре.
Пилястры главного и боковых фасадов облицованы плитами натурального светло-серого известняка (так называемого «протопоповского мрамора»), заглубленные межэтажные простенки обработаны тёмно-серой штукатуркой. К началу внешней отделки здания месторождение мраморовидного известняка близ Коломны, из которого Лангман намеревался выполнить отделку пилястр, оказалось выработанным, и на их облицовку пошли снятые с Храма Христа Спасителя плиты того же месторождения, хранившиеся с 1931 года на одном из складов. Покрывающая дворовый фасад и простенки между пилястрами зернистая терразитная штукатурка изготовлена из каменной крошки, которую получали путём измельчения мраморных облицовок массово сносимых в 1930-х годах московских церквей и памятников архитектуры. Теми же материалами отделывалась строящаяся одновременно со зданием Совета Труда и Обороны станция метро «Охотный ряд», один из вестибюлей которой изначально планировали встроить в дом СТО. Высокий цоколь, три входные арки и ступени входов выполнены из лабрадора и карельского гранита. Добычу лабрадора и гранита для цоколя, а также заготовку древесины для обшивки стен в интерьерах здания, как и доставку стройматериалов по Беломоро-Балтийскому каналу, организовал НКВД.
Архитектура дома повлияла на создание нового облика Москвы, работа над которым велась согласно генеральному плану 1935 года. Подобные здания должны были оформить новую парадную улицу — аллею Ильича, которая должна была соединить Лубянскую площадь и Дворец Советов, строившийся на месте Храма Христа Спасителя. Лангман участвовал в конкурсе на проект Дворца Советов и использовал некоторые найденные в нём приёмы и решения при проектировании здания СТО. Долгое время дом оставался эталоном правительственного здания.